# Gmina Kovin
Gmina Kovin (serb. Opština Kovin / Општина Ковин) – gmina w Serbii, w Wojwodinie, w okręgu południowobanackim. W 2018 roku liczyła 31 474 mieszkańców.